# It’s My Life (песня Talk Talk)
«It’s My Life» (с англ. — «Это моя жизнь») — сингл британской группы Talk Talk, выпущенный в 1984 году, со второго альбома It’s My Life. Сингл был перевыпущен в 1985 году, а также вошёл в сборник Natural History: The Very Best of Talk Talk в 1990 году.
Песня появилась в видеоиграх Grand Theft Auto: Vice City Stories (радиостанция «Flash FM») и Saints Row: The Third (радиостанция «The Mix 107.77»).

## Видеоклип
Есть две версии клипа на песню. Первая снята режиссёром Тимом Поупом, она почти полностью состоит из кадров документальных фильмов о дикой природе, перемешанных с кадрами солиста Talk Talk Марка Холлиса, стоящего на фоне Лондонского зоопарка.
Вторая версия была снята по заказу лейбла EMI.

## Список композиций
Релиз 1984 года
7" single
1. «It’s My Life» — 3:50
2. «Does Caroline Know» — 4:36

12" single — North America
1. «It’s My Life» (расширенная версия) — 6:14
2. «It’s My Life» — 3:50
3. «Again, a Game…Again» — 4:09

12" single — Europe
1. «It’s My Life» (12" remix) — 6:16
2. «Does Caroline Know?» — 4:33
3. «It’s My Life» — 3:50

Переиздание 1990 года
7" single
1. «It’s My Life» — 3:50
2. «Renée» (live) — 7:28

CD maxi
1. «It’s My Life» — 3:50
2. «Renée» (live) — 7:28
3. «It’s My Life» (live) — 7:58

## Чарты
| Чарт (1984)                              | Позиция |
| ---------------------------------------- | ------- |
| Австралия (Kent Music Report)            | 73      |
| Канада (RPM 50 Singles)                  | 30      |
| Франция (SNEP)                           | 25      |
| Германия (GfK)                           | 33      |
| Италия (FIMI)                            | 7       |
| Нидерланды (Dutch Top 40)                | 31      |
| Нидерланды (Single Top 100)              | 30      |
| Новая Зеландия (Recorded Music NZ)       | 32      |
| Великобритания (Official Charts Company) | 46      |
| США Billboard Hot 100                    | 31      |
| США Billboard Hot Dance Club Play        | 1       |

| Чарт (1990)                              | Позиция |
| ---------------------------------------- | ------- |
| Бельгия/Фландрия (Ultratop 50)           | 44      |
| Бельгия (VRT Top 30 Flanders)            | 29      |
| Германия (Media Control Charts)          | 49      |
| Ирландия (IRMA)                          | 23      |
| Польша (Polish Singles Chart)            | 6       |
| Великобритания (Official Charts Company) | 13      |

## Сертификации
| Регион                                                                      | Сертификация | Продажи |
| --------------------------------------------------------------------------- | ------------ | ------- |
| Великобритания (BPI)                                                        | Серебряный   | 200 000 |
| Данные о продажах + прослушиваниях приведены только на основе сертификации. |              |         |